# Federazione italiana delle Associazioni di Volontariato in Oncologia
La Federazione italiana delle Associazioni di Volontariato in Oncologia (FAVO) è un'organizzazione cui aderiscono 500 delle 800 associazioni italiane operanti per l'assistenza dei malati di tumore. Fondata nel 2003, dal 2004 ne è presidente l'ex ministro della Sanità Francesco De Lorenzo. FAVO si pone come interlocutore delle istituzioni politiche, culturali e sindacali per affermare nuovi diritti a fronte dei nuovi bisogni dei malati di cancro e delle loro famiglie. La Federazione si batte altresì per la parità di accesso alle cure per tutti malati in ogni parte d'Italia. 
FAVO ha collaborato alla stesura del Piano Oncologico Nazionale e ha promosso importanti iniziative legislative per le tutele lavoristiche e per facilitare e accelerare il riconoscimento delle disabilità da parte dell'Inps.  
Dal 2010 FAVO è riconosciuta dal Ministero del Lavoro e delle Politiche Sociali come organizzazione che svolge un'attività di evidente funzione sociale sul territorio nazionale, conformemente a quanto previsto dalla legge n. 476 del 19 novembre 1987.